# 路口乡 (息县)
路口乡，是中华人民共和国河南省信阳市息县下辖的一个乡镇级行政单位。

## 行政区划
路口乡下辖以下地区：
路口村、曹前村、陈庄村、大孙庄村、胡围孜村、刘老店村、楼园村、魏庄村、罗庄村、孟店村、前赵楼村、前周庄村、尚庄村、田庄村、土桥村、弯柳树村、王大塘村、王围孜村、小何楼村和岳庙村。